# Elthusa
Elthusa es un género de isópodos de la familia Cymothoidae.

## Especies
- Elthusa alvaradoensis Rocha-Ramírez, Chávez-López & Bruce, 2005
- Elthusa arnoglossi Trilles & Justine, 2006
- Elthusa atlantniroi (Kononenko, 1988A)
- Elthusa californica (Schioedte & Meinert, 1884)
- Elthusa caudata (Schioedte & Meinert, 1884)
- Elthusa emarginata (Bleeker, 1857)
- Elthusa epinepheli Trilles & Justine, 2010
- Elthusa foveolata (Hansen, 1897)
- Elthusa frontalis (Richardson, 1910A)
- Elthusa menziesi (R. C. Brusca, 1981)
- Elthusa methepia (Schioedte & Meinert, 1884)
- Elthusa moritakii Nobuhiro Saito & Takeo Yamauchi, 2016
- Elthusa myripristae Bruce, 1990
- Elthusa nanoides (Stebbing, 1905)
- Elthusa neocytta (Avdeev, 1975)
- Elthusa nierstraszi Hadfield, Bruce & Smit, 2016
- Elthusa ochotensis (Kussakin, 1979)
- Elthusa parabothi Trilles & Justine, 2004
- Elthusa parva (Nierstrasz, 1915)
- Elthusa philippinensis (Richardson, 1910A
- Elthusa propinqua (Richardson, 1904A)
- Elthusa raynaudii (H. Milne-Edwards, 1840)
- Elthusa sacciger (Richardson, 1909A)
- Elthusa samariscii (Shiino, 1951A)
- Elthusa samoensis (Schioedte & Meinert, 1884)
- Elthusa sigani Bruce, 1990
- Elthusa sinuata (Koelbel, 1879)
- Elthusa splendida (Sadowsky & Moreira, 1981)
- Elthusa tropicalis (Menzies & Kruczynski, 1983)
- Elthusa turgidula (Hale, 1926)
- Elthusa vulgaris (Stimpson, 1857)
- Elthusa winstoni Hadfield, Tuttle & Smit, 2017